# Pilea densiflora
Pilea densiflora är en nässelväxtart som beskrevs av Carl Sigismund Kunth. Pilea densiflora ingår i släktet pileor, och familjen nässelväxter. Inga underarter finns listade i Catalogue of Life.